# Tomok
Shah Indrawan bin Ismail (Negeri Sembilan, Malajzia, 1984. május 17. –) vagy ismertebb nevén Tomok, egy malajziai férfi énekes és színész.

## Diszkográfia
- Tomok (2010)
- Aku Datang (2014)

## Filmjei
- Makar (2004)
- Mantera The Movie (2012)
- Istanbul Aku Datang! (2012)
- Konsert Hora Horey Didi & Friends (2018)

## Külső hivatkozások
- Tomok az Instagramon